# Estadio José Zorrilla

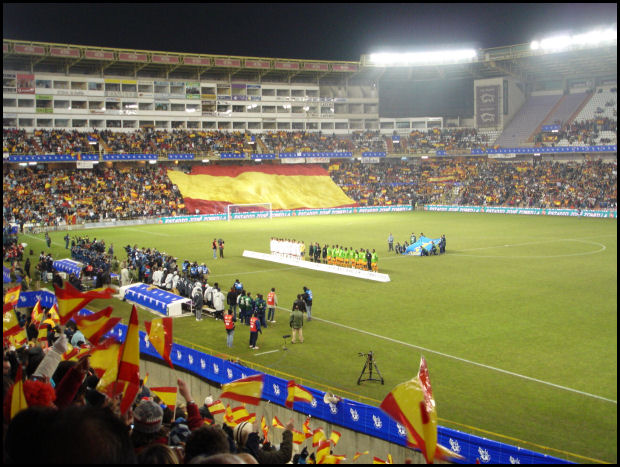
Estadio José Zorrilla

Estadio José Zorrilla - stadion piłkarski znajdujący się w hiszpański mieście Valladolid. Został zbudowany w 1982, a jego pojemność wynosi 26,512 miejsc. Obecnie na stadionie swoje mecze rozgrywa drużyna Primera División, Real Valladolid. Stadion otrzymał imię po hiszpańskim poecie José Zorrilli.

## Mistrzostwa Świata 1982
Na obiekcie zostały rozegrane trzy mecze mundialu w 1982 roku:
Mecze grupy D:
- 17 czerwca:  Czechosłowacja 1:1 (1:0) Kuwejt
- 21 czerwca:  Francja 4:1 (2:0) Kuwejt
- 24 czerwca:  Francja 1:1 (0:0) Czechosłowacja